# Vol Kuban Airlines 5719
Le vol Kuban Airlines 5719 est un vol au cours duquel une catastrophe aérienne s'est produite avec un avion Antonov An-26b de la compagnie aérienne russe Kuban Airlines, survenue le dimanche 26 décembre 1993 lors de l'atterrissage à l'Aéroport international Shirak à Gyumri (Arménie), causant la mort de 35 personnes. Il s'agit de la plus grande catastrophe aérienne en Arménie depuis 1991.

## Avion
L'Antonov An-26B avec le numéro d'enregistrement initial CCCP-26141 (numéro de série — 12903, numéro de fabrication — 129-03) est fabriqué par l'usine Antonov en 1983. Le liner est livré au Ministère de l'aviation civile de l'URSS, qui le transfère le 14 avril à la direction de l'aviation civile du Nord-Caucase. Le 15 décembre de la même année, l'appareil 26141 est temporairement affecté à la direction de l'Extrême-Orient, mais retourne au Nord-Caucase le 16 juin 1984. En 1993, l'avion avec le nouveau numéro d'enregistrement RA-26141 commence à être exploité par la nouvelle compagnie aérienne Kuban Airlines.

## Circonstances
L'avion effectue le vol commercial GW-5719 de Krasnodar à Gyumri, transportant deux véhicules VAZ-2121 "Niva" et des bagages. Le poids total du fret est de 2900 kg, avec six accompagnateurs. L'équipage de l'avion se compose de cinq personnes, le commandant étant Aristarkhov. Le poids calculé total de l'avion est de 23988 kg, proche de la limite maximale de 24000 kg. Selon la prévision météo reçue par l'équipage, à Gyumri, une couverture nuageuse continue avec une base de 90 mètres, du brouillard avec une visibilité verticale jusqu'à 90 mètres, et parfois un épaississement du brouillard réduisant la visibilité à 200 mètres et la visibilité verticale à 60 mètres sont attendus. Sur la base de ces données, le commandant Aristarkhov décide de décoller pour Gyumri. À 17:30 MSK, l'avion est prêt pour le vol, et à 17:44, l'équipage contacte le contrôleur de roulage pour demander la mise en marche des moteurs. Cependant, le contrôleur de roulage interdit à plusieurs reprises le démarrage des moteurs, affirmant que c'est l'instruction du chef des vols. Il s'avère que ce retard est dû à une raison unique — le contrôleur souhaite embarquer des passagers sans billets, passant le contrôle douanier. Pendant que l'avion est sur l'aérodrome, les contrôleurs, avec le personnel de sécurité, embarquent d'abord 4 passagers avec des bagages, puis 8 autres. À 18:27, l'équipage reçoit finalement l'autorisation de démarrer les moteurs, et à 18:32, commence à rouler vers le pré-départ. Pendant le roulage, 13 autres passagers montent à bord. Le poids de chargement calculé atteint alors 5628 kg, portant le poids au décollage à 26246 kg, soit une surcharge de 2246 kg. La centrage est cependant dans la limite arrière admissible. À 18:46, l'Ан-26 avec 5 membres d'équipage et 31 passagers à bord décolle de l'aéroport Pashkovsky (Krasnodar).
À noter qu'au moment du décollage de l'avion, la météo à Gyumri est déjà mauvaise : l'aéroport est enveloppé de brouillard, la visibilité tombe à 700 mètres. Cependant, une heure et demie plus tôt et jusqu'à 19:30, les contrôleurs à Gyumri et à Krasnodar cessent d'échanger des informations météorologiques. Bien que pendant le vol, l'équipage du 26141 soit averti deux fois par les équipages d'avions revenant de Gyumri que le brouillard est dense avec une visibilité réduite à 300 mètres. De plus, alors que l'avion est près de Stavropol, le contrôleur du centre automatisé de gestion du trafic aérien du Caucase du Nord (СКЦ АУВД) contacte l'équipage pour savoir s'ils envisagent de poursuivre leur vol jusqu'à Gyumri, obtenant une réponse affirmative. Lorsque l'avion approche de la limite du centre de contrôle de Gyumri, l'équipage établit une liaison avec le contrôleur de l'aéroport et signale son entrée dans la zone à une altitude de 5700 mètres. Le contrôleur signale une visibilité horizontale de 600 mètres à l'aéroport et demande à l'équipage sa décision. Le minimum météorologique de l'aéroport pour les avions Ан-26 effectuant une approche par système de guidage de trajectoire est de 60 sur 800 mètres, donc l'équipage doit se diriger vers un aéroport de secours ou attendre une amélioration des conditions météorologiques. Le commandant déclare son intention d'atterrir et demande une descente à 4500 mètres. À cette altitude, le contrôleur informe que la visibilité à l'aéroport est tombée à 400 mètres, l'équipage répond "Compris" mais continue de descendre à 3600 mètres, l'altitude de transition. À cette altitude, l'équipage contacte le contrôleur d'approche, indiquant une descente pour une approche basée sur les balises radio. Le contrôleur d'approche signale une visibilité de 400 mètres à l'aéroport et une pression de 642 mm Hg, autorisant la descente malgré la connaissance du minimum météorologique de 200 sur 2500 mètres pour cette approche. L'équipage sait que les conditions météorologiques sont en dessous du minimum mais commence tout de même la descente. Ils règlent les altimètres à 640 mm Hg, un peu en dessous de la pression signalée, faussant les indications de 26 mètres. Toutefois, cela n'affecte pas le vol car l'équipage utilise l'altimètre radio.

## Catastrophe
Sachant que les conditions météorologiques à l'aéroport sont inférieures au minimum requis pour les avions Ан-26, le commandant Aristarkhov, cependant, veut (doit) atterrir à Gyumri, ce qui le met dans un état nerveux et le conduit à faire des erreurs. En particulier, l'unité auxiliaire de puissance n'est pas activée, comme l'exige le manuel d'exploitation en cas d'approche sur un aéroport de montagne pour un avion pesant 20100 kg ou plus. Lors des troisième et quatrième virages, l'équipage déploie les dispositifs hypersustentateurs et le train d'atterrissage à la hâte. Sur la trajectoire de descente, la vitesse de vol varie de 260 à 216 km/h au lieu de 230 km/h, la puissance des moteurs varie de 13 à 47° sur les indicateurs de position des manettes de gaz, le cap varie de 10 à 20°, avec des inclinaisons à droite et à gauche de 8 à 10°, les mouvements des commandes de profondeur créent des surcharges verticales de 0,85 à 1,3 unités, la vitesse verticale varie de 2 à 12 m/s, et les actions sur les ailerons sont très marquées. À 20:54:15, le contrôleur annonce que la visibilité à l'aéroport est tombée à 200 mètres, l'avion passe le radiophare d'entrée de la trajectoire de descente (DPRM). Après le passage du DPRM, l'équipage stabilise la vitesse à 230 km/h, mais la vitesse verticale est de 4 m/s au lieu de 3 m/s, faisant descendre l'avion en dessous de la trajectoire normale et le radiophare d'entrée de la piste est franchi à une altitude de 40-50 mètres, soit 20 mètres en dessous de la norme. Les pilotes semblent chercher des repères visuels, ce qui entraîne des inclinaisons de 8-10° à droite et à gauche, et des variations de cap de 10 à 25°. Quatre à cinq secondes après le passage du radiophare d'entrée de piste, l'avion se trouve à une altitude de 10-20 mètres, lorsque les pilotes tirent sur le manche, faisant monter le nez de l'avion, créant une surcharge de 1,2 unités et réduisant la vitesse de descente à 1 m/s. La puissance des moteurs est réduite de 30 à 22° sur les manettes de gaz, ce qui ralentit la diminution de la vitesse de vol. Dix secondes plus tard, l'avion passe le seuil de piste, la vitesse diminuant à 216 km/h. Sur la distance entre le radiophare d'entrée de piste et le seuil de piste, l'avion est incliné à droite de 12°, mais au moment de franchir le seuil, l'inclinaison est réduite à 1-2°.
En vol horizontal, l'avion 26141 passe le seuil de piste à une altitude de 15-25 mètres. La vitesse continue de diminuer, la puissance des moteurs est augmentée à 48° sur les manettes de gaz, ce qui ralentit le taux de diminution de la vitesse. Pendant le vol au-dessus de la piste, l'angle d'attaque et l'angle de tangage augmentent à 6-8°, rendant la trajectoire de vol horizontale, ce qui déplace l'angle de vision plus haut, rendant difficile la perception des repères visuels proches. La visibilité sur la piste étant de 200 mètres, la piste devient difficile à discerner. À une vitesse de 190 km/h, l'avion se trouve à 1000 mètres du seuil de piste lorsque le contrôleur ordonne: Montez à huit cents mètres. Le commandant décide de remise de gaz, tirant fortement sur le manche pour cabrer l'avion et plaçant les moteurs en régime de décollage. À 20:56:28, il informe le contrôleur: Je monte à huit cents mètres. L'Ан-26, avec les volets en position d'atterrissage (angle de déploiement — 38°), commence à monter avec une vitesse verticale de 2-3 m/s, l'équipage rentre le train d'atterrissage. Mais en raison du poids élevé de l'avion, la poussée des moteurs est insuffisante, la vitesse commence à diminuer. L'avion monte environ 30 secondes à 95 mètres, la vitesse tombe à 165 km/h, entrant en décrochage, l'avion s'incline à droite et descend, à 20:57:01 avec une inclinaison de 60°, une vitesse verticale d'environ 20 m/s et une vitesse de vol de 150 km/h, il s'écrase au sol à gauche de la piste à 2990 mètres du seuil d'entrée. L'Ан-26 est complètement détruit et brûle. Un passager est grièvement blessé mais survit. Les 35 autres personnes à bord (30 passagers et 5 membres d'équipage) périssent. À ce jour (2015), cette catastrophe aérienne est la deuxième en nombre de victimes en Arménie, et la plus importante dans le pays depuis 1991. Il est à noter que la plus grande catastrophe aérienne en Arménie est la catastrophe d'un Ilyushin Il-76 militaire près de Leniankan (nom de Gyumri à l'époque) en 1988, faisant 77 victimes avec un seul survivant.

## Causes
Selon la commission d'enquête, la cause de la catastrophe est une perte de vitesse due à l'équipage lors de la remise de gaz avec un avion en surcharge, menant à un angle d'attaque critique, une perte de vitesse, et un décrochage conduisant à l'impact au sol. La catastrophe résulte des facteurs suivants:
1. L'équipage décide de voler avec un avion dont le poids au décollage est supérieur à la limite permise.
2. L'équipage décide de tenter l'atterrissage dans un aéroport dont les conditions météorologiques sont en dessous du minimum requis.
3. Lors de l'approche d'un aéroport de montagne avec un avion lourd, l'équipage n'active pas l'unité auxiliaire de puissance.
4. En finale, les angles d'inclinaison sont dépassés et les vitesses recommandées ne sont pas maintenues.
5. L'équipage exécute la remise de gaz avec retard et de manière incorrecte.

Il est probable que le commandant décide d'atterrir à Gyumri car 25 passagers sans billets se trouvent à bord, ce qui résulte d'une mauvaise gestion des services de sécurité et de contrôle à l'aéroport de Krasnodar.

## Incidents similaires
- Vol Sakha Avia 301 — Catastrophe similaire ayant eu lieu 4 mois plus tôt.